# Helmut Radochla
Helmut Radochla  (* 1913 in Döbern; † 1990) war ein deutscher Turner.
1934 wurde er Berlin-Brandenburgischer Meister im Zwölfkampf und gehörte 1936 zur Olympiavorbereitungsmannschaft. 
Radochla war 1949 erster DDR-Meister am Seitpferd. Er war von 1950 bis 1953 ehrenamtlicher Trainer der DDR-Nationalmannschaft im Turnen.
Radochla hat in Döbern von 1950 bis 1975 als Lehrer für Erdkunde und Sport gearbeitet.
Die ehemalige Gerätturnerin Birgit Radochla ist seine Tochter.
Radochla war Ritterkreuzträger.